# Sydväxtberg

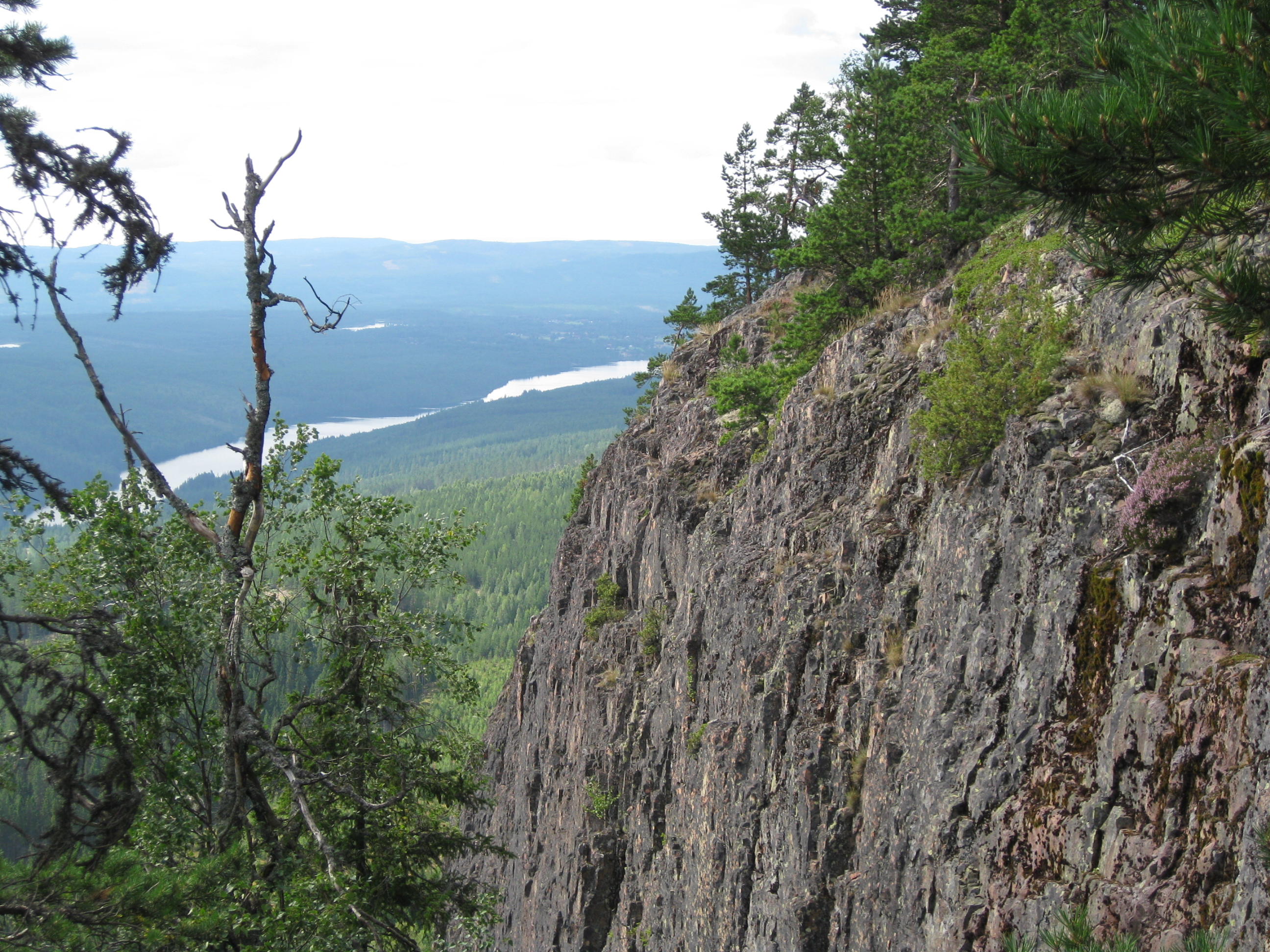
Der Hykjeberg in der Gemeinde Mora. Er ist ein typischer sydväxtberg mit einem hundert Meter hohen Abhang auf der Südseite.

Mit einem sydväxtberg wird in Schweden eine besondere Art von Berg und ein Vegetationstyp bezeichnet. Der Berghang ist nach Süden, Westen oder Osten ausgerichtet und hat eine höhere Sonneneinstrahlung als Nordhänge. Die Sonne wärmt das Gestein auf und ein milderes Mikroklima entsteht im Frühjahr und Herbst. Zusammen mit dem oft mineralreichen Grundwasser des Berges führt dies zu einer reichen und variationsreichen Vegetation, mit Arten die sonst nur in südlicheren Gegenden vorkommen. Ein Beispiel für ein sydväxtberg ist der Billaberget in der Nähe von Örnsköldsvik.